# 鲁阳郡
鲁阳郡，中国古代的郡。
北魏太和二十二年（498年）置，治所在山北县（今河南省鲁山县）。辖境约当今河南省鲁山县和叶县西部。永安中以后及西魏、北周为广州治。隋文帝开皇三年（583年）废鲁阳郡，属地直属广州。